# Rio Oriçanga
Rio Oriçanga är ett vattendrag i Brasilien.   Det ligger i delstaten São Paulo, i den sydöstra delen av landet, 700 km söder om huvudstaden Brasília.
Omgivningen kring Rio Oriçanga är i huvudsak tätbebyggd och ganska tätbefolkad, med 199 invånare per kvadratkilometer.